# Ратай, Карел
Карел Ратай Старший (чеш. Karel Rataj; 1 июня 1925 — 5 июня 2014) — чешский ботаник и аквариумист, известный специалист по водным растениям. Автор авторитетных таксономических ревизий и популяризатор аквариумистики. Хотя в его классификациях эхинодорусов и криптокорин были впоследствии выявлены многие неточности, эти работы были исключительно подробными и наилучшим образом описывали эти растения с точки зрения аквариумиста, одновременно предоставляя значительный объём знаний.

## Биография
Родился 1 июня 1925 года в поселении Мальчин (Чехословакия) близ Гавличкув-Брода. Через некоторое время семья переехала в Раковник. После начальной школы он поступил в гимназию. После войны он сдал экзамены на аттестат зрелости и поступил в Сельскохозяйственный институт в Праге.
Ещё будучи студентом, в 1947 году Карел Ратай поступил на работу фитопатологом в Научно-исследовательский институт льна в Шумперке. Там занимался вопросами борьбы с сорняками льна и зазитой растений. Карел Ратай проработал 27 лет в компании «Визкумак» в Теменице (ныне «Агритек»).
В 1968 году в Шумперке был основан филиал Чехословацкой академии наук, и Карел Ратай-старший начал профессионально заниматься растениями, в основном их технической номенклатурой и таксономией.
В 1991 г. преобразовал семейную фирму в коммерческую тепличную плантацию, занимавшуюся выращиванием и продажей водных растений. Вместе с сыном, Карелом Ратаем Младщим, и специалистами разработал наборы для определения химических параметров воды и удобрения для аквариумных растений.
Умер 5 июня 2014 года.

## Научная деятельность
В 1975 году опубликовал фундаментальную работу по ревизии рода Echinodorus, в рамках которой описал 47 видов, из них 19 — новые для науки. Выдающийся вклад, названия из его ревизии до сих пор используются в аквариумистике и коммерческих коллекциях, хотя многие виды были свергнуты до синонимов, а деление на секции, принятое Ратаем отвергнуто как весьма спекулятивное. Многие виды, генетическое и морфологическое родство которых было доказано, ранее помещались в разные секции. В том же году вышла его ревизия рода Cryptocoryne.
В 1970-80-х активно писал и публиковал книги для широкой аудитории. В сотрудничестве с Рудольфом Зукалом выпустил такие издания, как Vodní rostliny v bytě, Akvaristika začíná u rostlin ("Аквариумистика начинается с растений), 333× Jak a proč, Akvárium a rostliny mají i po letech co říct; их переводили на многие языки и издавали в 15 странах.
В 1988 г. он провёл несколько месяцев в Амазонии, работая в ботаническом институте в Манаусе и собирая новые виды для науки.